# Chlum (okres Benešov)
Chlum (Duits: Klum of Klum bei Marktstefansau) is een Tsjechische gemeente in de regio Midden-Bohemen en maakt deel uit van het district Benešov. Het dorp ligt op 8 kilometer afstand van Vlašim en op 24 kilometer afstand van de stad Benešov.
Chlum telt 125 inwoners (2024).

## Geschiedenis
De eerste schriftelijke vermelding van het dorp dateert van 1295.
In 1960 werd Chlum ingedeeld bij het district Benešov.

## Voorzieningen
Er is een brandweerkazerne in het dorp, naast het gemeentehuis.

## Verkeer en vervoer

### Autowegen
De regionale weg II/127 loopt door de gemeente.

### Spoorlijnen
Er is geen station in Chlum. Het dichtstbijzijnde treinstation is in Trhový Štěpánov, op 2 kilometer afstand. Dat station ligt aan spoorlijn 222 Benešov - Dolní Kralovice.

### Buslijnen
Er is één bushalte in het dorp:
| Halte        | Lijnen  | Trajecten                                        | Vervoerder   |
| ------------ | ------- | ------------------------------------------------ | ------------ |
| Chlum, Chlum | 794 844 | Vlašim - Kácov Vlašim - Trhový Štěpánov (- Snět) | CŠAD Benešov |

### Fietsroutes
Fietsroute 0004 Vlašim – Zdislavice – Trhový Štěpánov – Zruč nad Sázavou loopt door de gemeente.

## Bezienswaardigheden
- Sint-Johannes van Nepomukkapel uit 1909;
- Monument ter nagedachtenis aan de slachtoffers van de Eerste Wereldoorlog;
- Kruis op het dorpsplein;
- Gemeentehuis met brandweerkazerne.

## Galerij

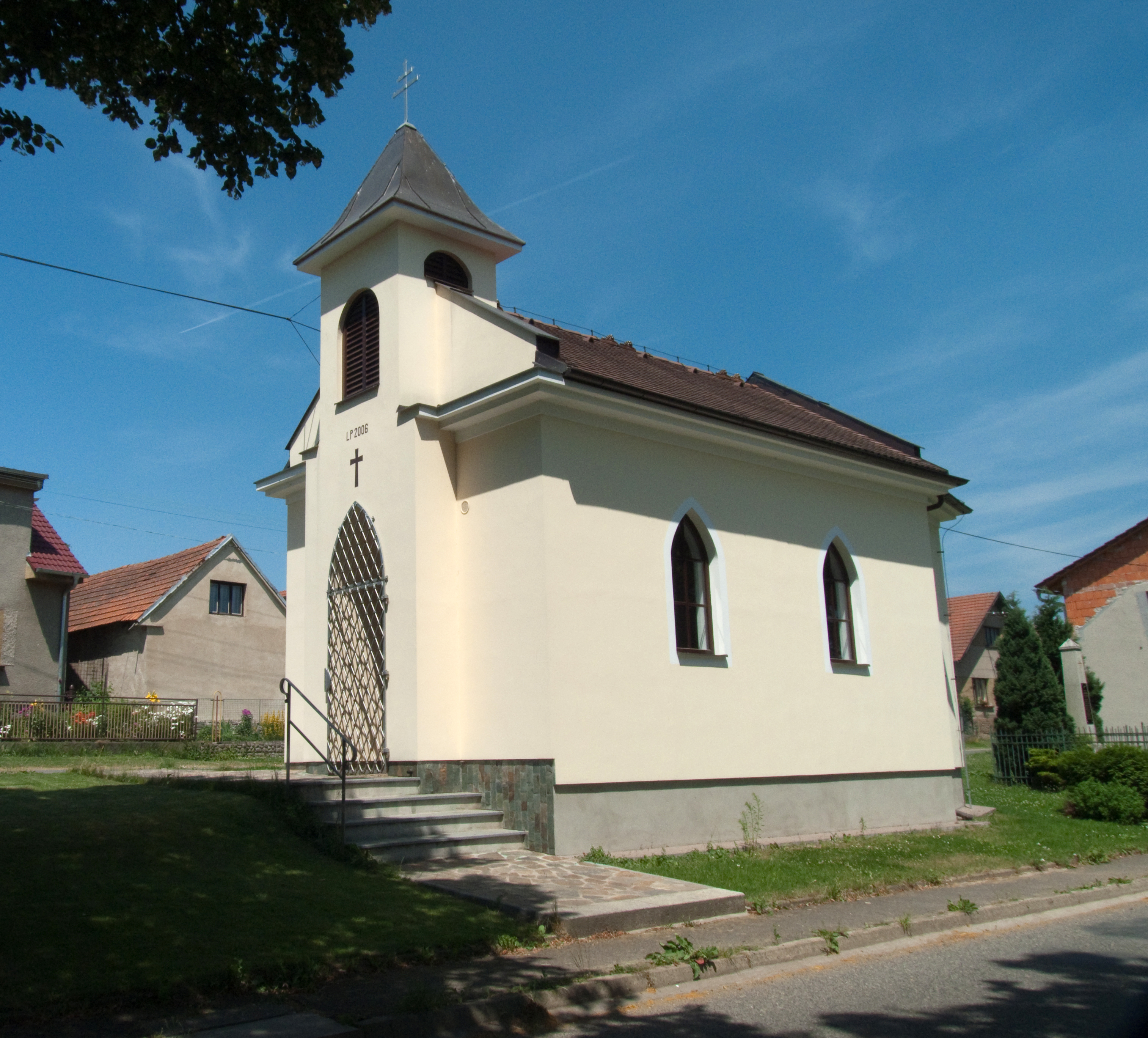
Sint-Johannes van Nepomukkapel (2010)
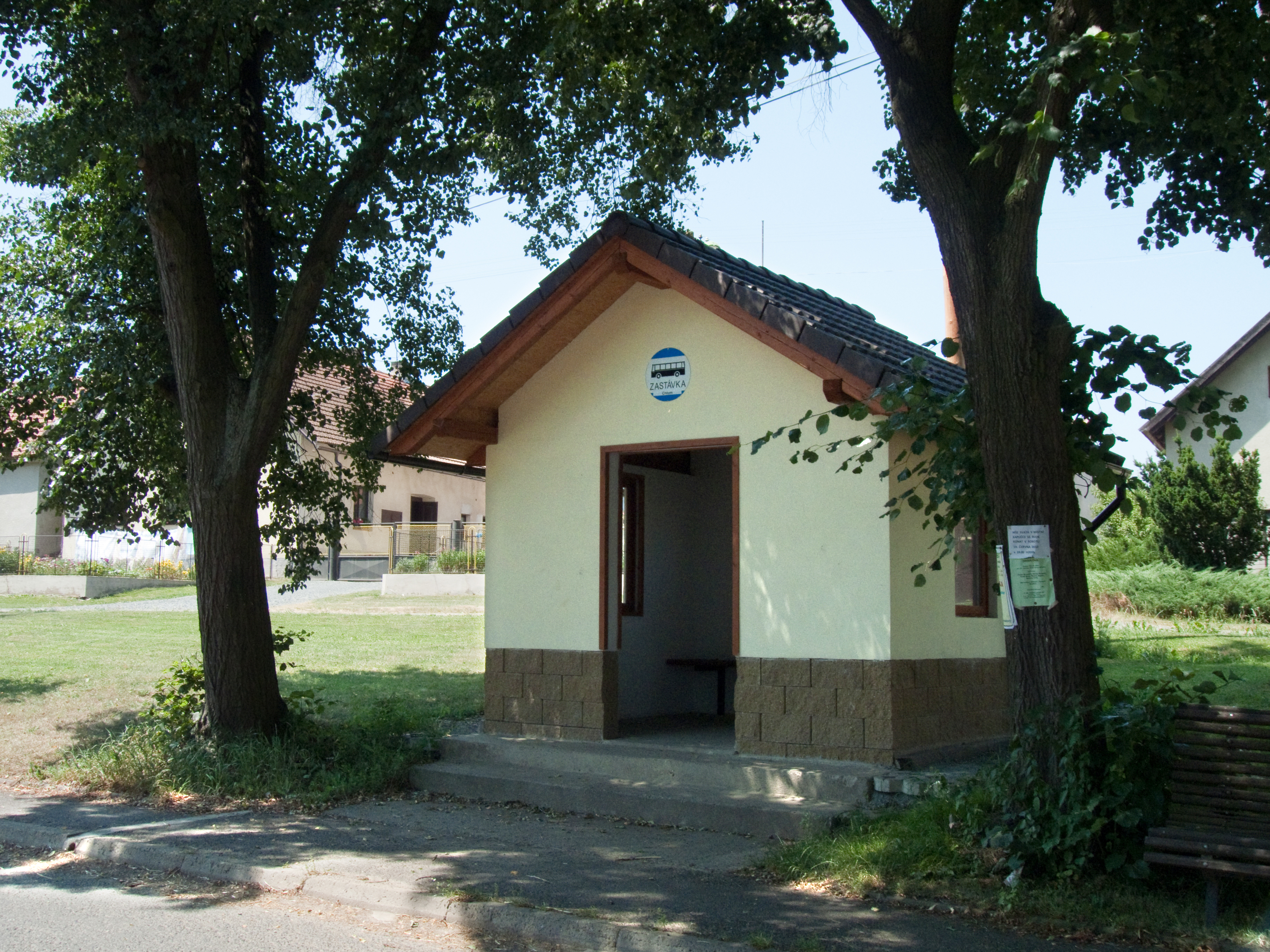
Bushalte in het dorp (2010)
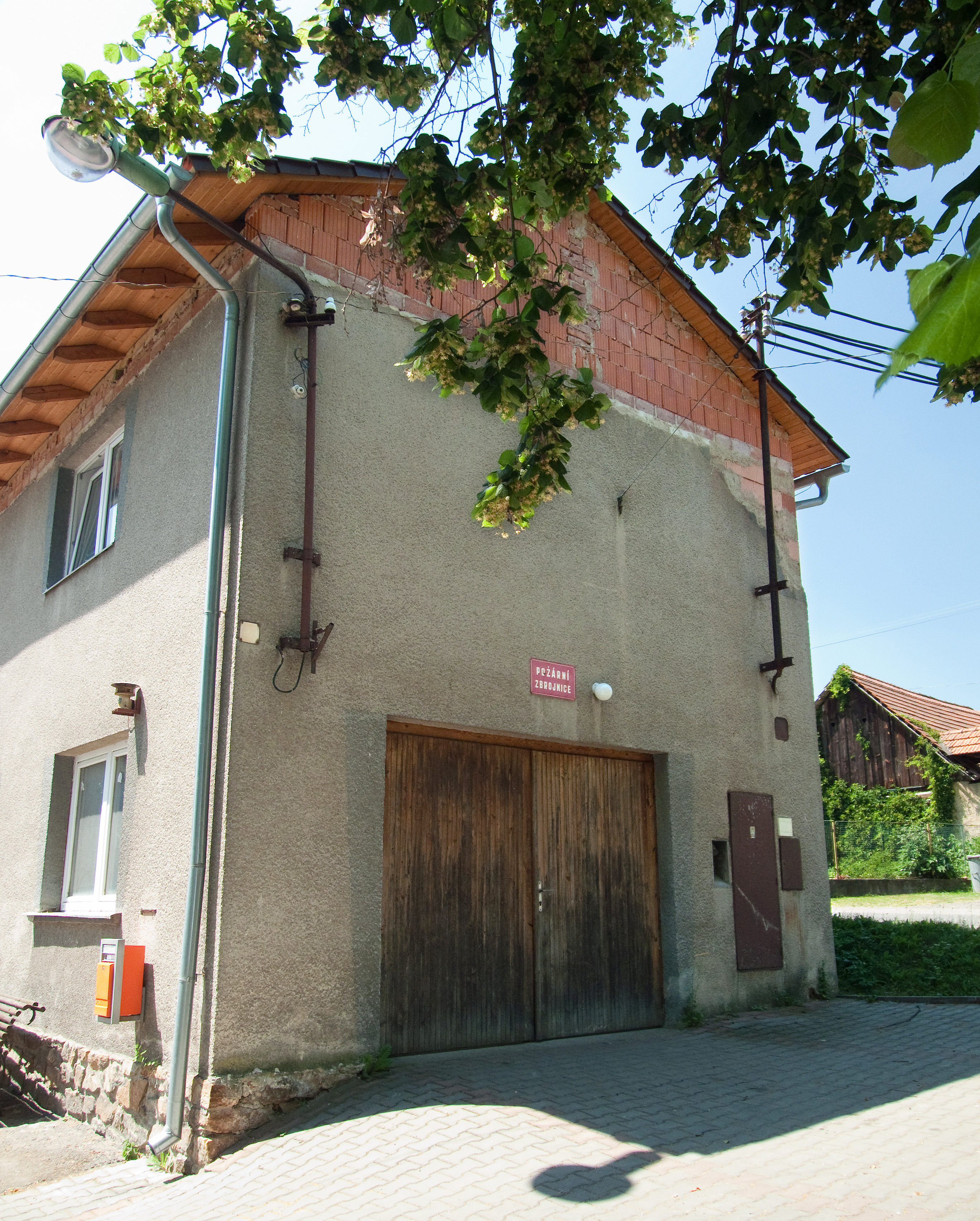
Brandweerkazerne (2010)
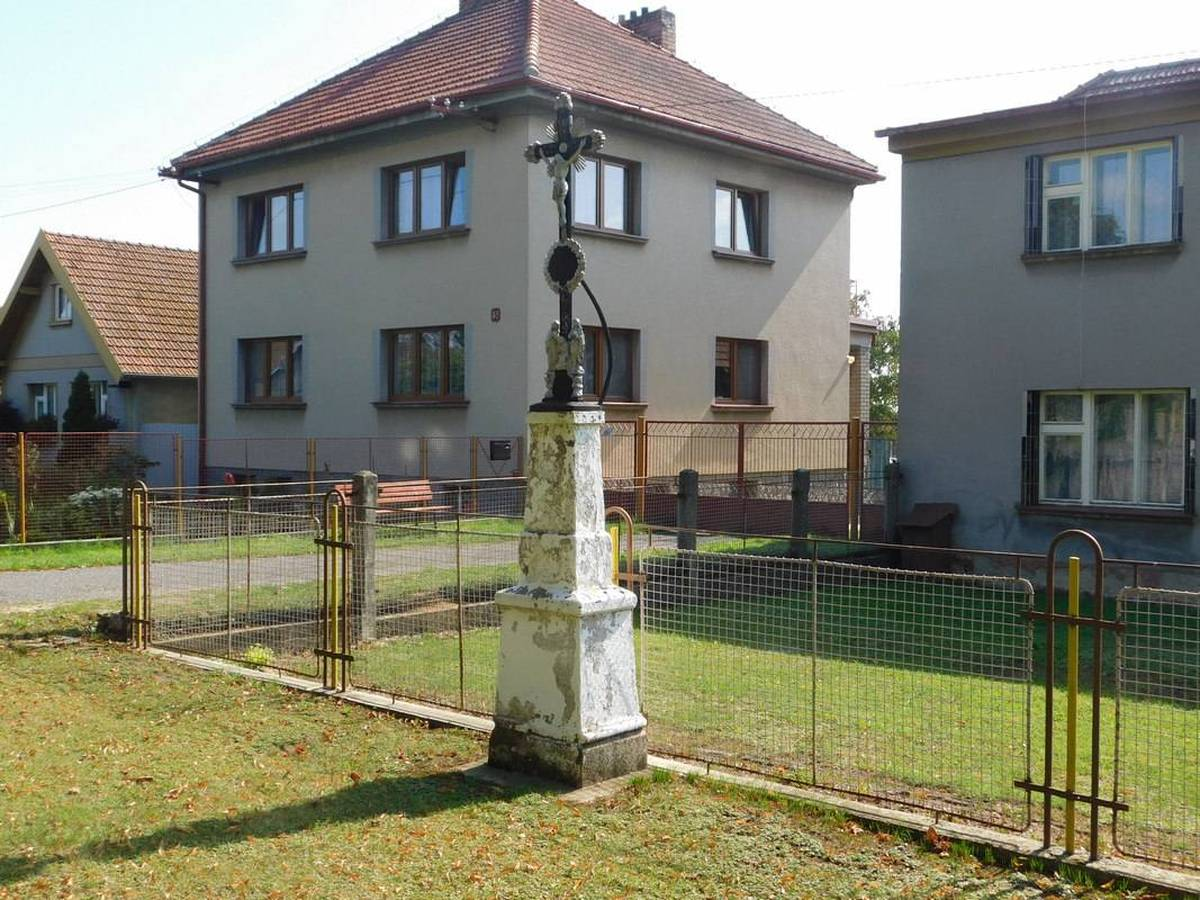
Kruis op het dorpsplein (2021)
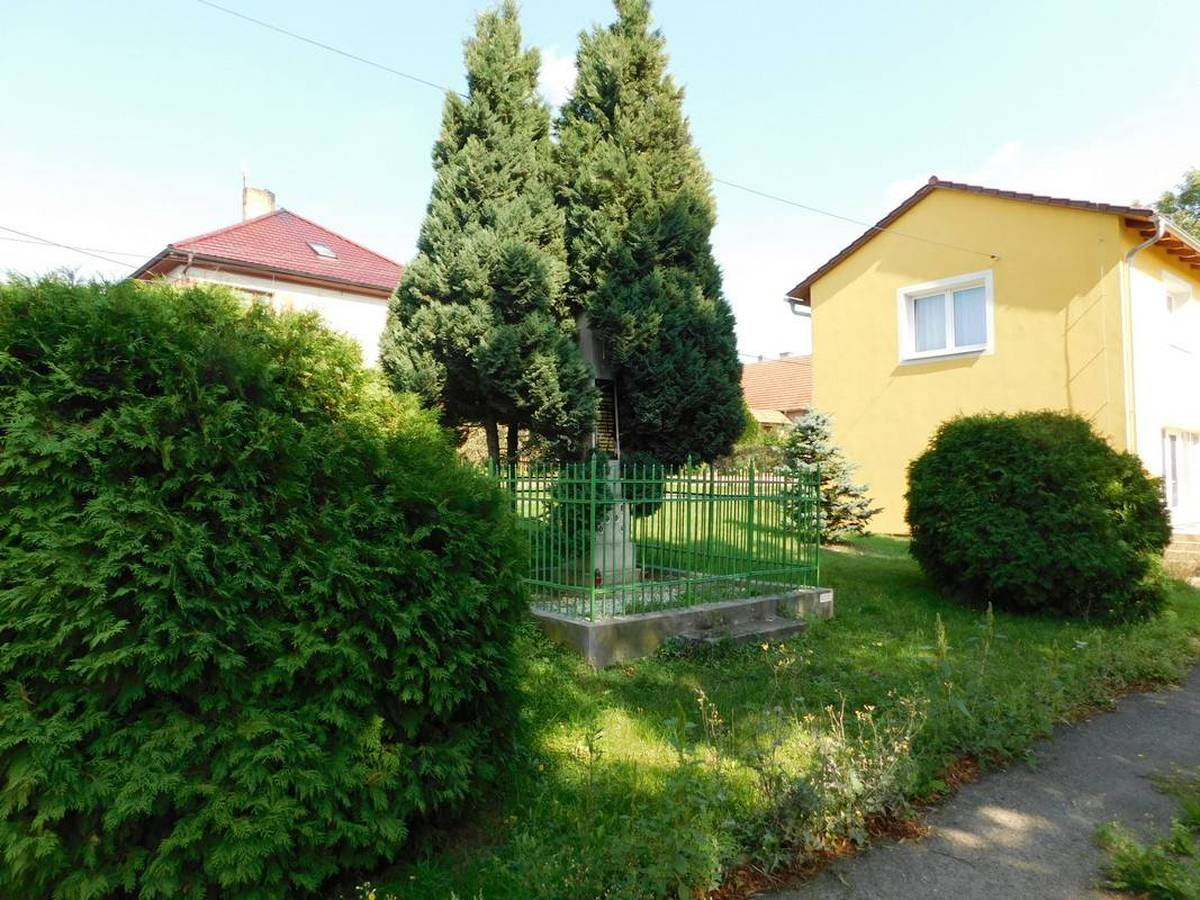
WO1-monument (2021)